# María Teresa Campos Luque
María Teresa Campos Luque (Tetuan, 18 de juny de 1941 - Madrid, 5 de setembre de 2023) fou una periodista espanyola.
Tercera de sis germans d'una família de classe mitjana alta, es va instal·lar a Màlaga el 1942 i més tard a Madrid. Va estudiar Filosofia i Lletres a la Universitat de Màlaga i va participar en diversos programes de ràdio i televisió. Va ser mare de dues filles i àvia de tres nets.

## Biografia

### Ràdio

#### Inicis a Màlaga
María Teresa Campos Luque és la tercera de sis germans i va venir al món en una família acomodada. El seu avi matern, Juan Luque Repullo, natural de Lucena, va ser un dels primers comerciants d'importància de la ciutat. El seu pare, Tomás Campos Prieto, nascut a Puente Genil el 1907, va dirigir un laboratori farmacèutic. La seva mare, Concepción Luque García (1912-2006), era mestressa de casa i col·laborava amb el seu pare al laboratori. Es va criar sense luxes però sense les estretors pròpies de la postguerra espanyola, en un ambient tradicional i catòlic en què malgrat l'entorn conservador, la política no hi era.
Va estudiar en col·legis religiosos de monges, sent el més important i en què més anys va passar el de les Teresianes, on va cursar fins al Batxillerat. Posteriorment va realitzar els seus estudis universitaris a la Universitat de Màlaga, on es va llicenciar en Filosofia i Lletres. Després de participar en un concurs de Ràdio Joventut de Màlaga que presentava el seu germà Paco, el director de l'emissora es va fixar en la veu i la contracta perquè la posés al servei de les tasques radiofòniques més diverses: va ser la veu dels Discos dedicats tan freqüents de l'època, de magazins amb tota mena de seccions (per exemple, Panorama), que l'adoptin per a qualsevol tipus de treball al mitjà, inclòs el de la publicitat; i fins i tot interpretà petits papers teatrals locals amb un dels companys amb qui formarà una famosa parella de la ràdio de Màlaga, Diego Gómez. Són anys de gran popularitat per a Mari Tere Campos, que és com serà coneguda a la seva ciutat d'origen durant dècades.
El 12 de setembre de 1964 es va casar a la catedral de Màlaga, amb el periodista José María Borrego Doblas, company de la ràdio des de 1957, amb qui tindrà dues filles: Teresa Lourdes i Carmen Rosa. Totes dues treballaran amb María Teresa en els seus programes, la primera com a redactora, presentadora i col·laboradora i la segona com a redactora i subdirectora; a més, desenvoluparan les seves carreres de manera independent.
Té tres néts: José María i Carmen Rosa Almoguera Borrego (fills de Carmen) i Alejandra Rubio Borrego (filla de Terelu). També té un besnét, Marc, fill del seu net José María.

#### Nova vida a Madrid
A diferència del costum establert a l'època, ella es nega a rebutjar la seva professió per convertir-se en mestressa de casa. El 1968 fitxa per Radio Popular COPE a Màlaga i comença a presentar l'espai Español Pop, en què pren contacte amb nombrosos cantants, cantautors i personatges importants del món de la música espanyola de finals dels 60. Serà qui organitzi concerts a Màlaga de cantants combatius de l'època, com ara Joan Manuel Serrat o Lluís Llach. Comença un camí de lluita cap a la llibertat en què Maria Teresa pren part amb aquest i altres programes, com Mujeres 72, en què comença a parlar de dones lliures i de feminisme, que conduirà fins al 1980 a Radio Juventud. Serà també figura rellevant a la seva ciutat d'aquests nous aires, tot i que mai no serà membre de cap partit polític. Tot i això, patirà amenaces de sectors extremistes de la política durant la Transició espanyola i un dels moments més destacats de la seva vida professional a Màlaga es produeix el 1981, quan llegeix el Manifest en contra del cop d'Estat del 23-F.
En aquell moment, és impossible realitzar informació nacional si no és a RNE, però als 70 realitzarà els seus primers treballs en informació local, compaginant-los amb més magazins i programes d'informació general, a més de ser la mestra de cerimònies de múltiples estrelles de la cançó mundial que actuaran a l'escenari del Tívoli de la Costa del Sol.
Arribada la Democràcia, les anomenades emissores institucionals controlades anteriorment pel Movimiento, són unificades i reconvertides en una sola, anomenada Radiocadena Española. Així, el 1980, Maria Teresa és nomenada directora d'Informatius d'Andalusia de RCE. Per això obtindrà el Premi Ondas 1980, el seu primer gran reconeixement nacional tot i no haver sortit encara de la seva ciutat natal. Tornarà a ser premiada amb aquest guardó el 2003 per “la seva tasca de dignificació de la televisió popular”. Igualment, obtindrà una Antena d'Or el 1994 i un TP d'Or a la Millor Presentadora de Magazines.
Després d'aquest mèrit, Mari Tere comença a “convertir-se” en Maria Teresa. Arriba a Madrid el 1981, nomenada directora d'Informatius de RCE. En aquell moment, se separa del que havia estat el seu marit durant disset anys. Posteriorment, el seu exmarit se suïcidarà el 1984, un dels cops personals més durs que patirà la presentadora després d'estar casats vint anys. Després va compartir la seva vida amb Félix Arechavaleta (1989-2001) i posteriorment amb Felipe Maestro, José María Hijarrubia (2005-2007), Santiago García (2007-2008) i Gustavo Manilow (2008-2009). A l'estiu de 2014 es va fer pública la seva relació sentimental amb el còmic argentí Edmundo Arrocet. Aquesta relació va durar fins a finals de 2019. El 28 de desembre de 2019, el programa de Telecinco, Viva la vida i de veu de la filla de la veterana periodista, Terelu Campos, va fer públic un comunicat de María Teresa Campos en què anunciava, alhora que demanava respecte, la ruptura de la relació amb Edmundo.

## Premis
- Premi Ondas 1980
- Antena de Oro 1994
- Premi Ondas 2003
- TP d'Or 2004[10]
- Medalla d'Or de la Junta d'Andalusia
- Premi Clara Campoamor 2007
- Premi Ondas 1980: Premi Nacional de Ràdio (Ràdio Joventut de Màlaga - Radiocadena Espanyola).

## TV
- Esta noche (TVE)
- Estudio directo (TVE)
- Viva la tarde (TVE)
- Diario de sesiones (TVE)
- Por la mañana (TVE)
- A mi manera (TVE)
- Ésta es su casa (TVE)
- Pasa la vida (TVE)
- Telepasión (TVE)
- Perdoname (TVE)
- Tardes con Teresa (TVE)
- Día a día (Tele 5)
- Cruce de caminos (Tele 5)
- Buenas Tardes (Tele 5)
- Tú dirás (Tele 5)
- Cada día (Antena 3)
- Lo que interesa (Antena 3)
- Especial Rocío Jurado (Antena 3)
- El laberinto de la Memoria (Telecinco)
- La mirada crítica (Telecinco)
- Paquirri: 25 años de leyenda (Telecinco)
- Rocío Dúrcal: más bonita todavía (Telecinco)
- VHS (Telecinco)
- Qué tiempo tan feliz (Telecinco)
- Las Campos (Telecinco, 2016)